# Picot cap-rogenc
El picot cap-rogenc (Celeus spectabilis) és una espècie d'ocell de la família dels pícids (Picidae) que habita la selva humida, boscos i zones amb bambú a l'est de l'Equador i del Perú, nord de Bolívia i est del Brasil.